# Équipe du Gabon des moins de 20 ans de football
Maillots
L'équipe du Gabon de football des moins de 20 ans est la sélection de joueurs juniors de football gabonais représentant le pays sous l'égide de la Fédération gabonaise de football.

## Histoire
L’équipe du Gabon a remporté son premier trophée en 2023 celui de L’unnifac.

## Palmarès
- UNIFFAC U20 :
  - Vainqueur en 2023

## Parcours en Coupe d'Afrique des nations junior
- 1981 : Tour préliminaire
- 1983 : 1er tour
- 1985 : Aucune participation
- 1987 : Aucune participation
- 1989 : Quart de finale
- 1991 : 2e tour
- 1993 : Aucune participation
- 1995 : Aucune participation
- 1997 : Aucune participation
- 1999 : Aucune participation
- 2001 : Tour préliminaire
- 2003 : Phase de groupe
- 2005 : Aucune participation
- 2007 : Aucune participation
- 2009 : Aucune participation
- 2011 : 2e tour
- 2013 : Phase de groupe
- 2015 : 3e tour
- 2017 : Aucune participation
- 2019 : 1er tour
- 2021 : Aucune participation
- 2023 : Aucune participation
- 2025 : Phase de groupe unnifac

## Parcours en Coupe du monde des moins de 20 ans
L’équipe du Gabon n’a jamais participé a une Coupe du monde de football des moins de 20 ans.